# RRAGA
RRAGA‏ (Ras related GTP binding A) هوَ بروتين يُشَفر بواسطة جين RRAGA في الإنسان.